# تویکنهام
تویکنهام (انگلیسی: Twickenham) شرکت رسانه‌ای بریتانیایی است، که در سال ۱۹۱۳ تأسیس شد.